# Tibro község
Tibro község (svédül: Tibro kommun) Svédország 290 községének egyike. 
A mai község 1971-ben jött létre.

## Települései
A községben 2 település található:
| Település  | Népesség | Megjegyzés         |
| ---------- | -------- | ------------------ |
| Tibro      |          | a község székhelye |
| Fagersanna |          |                    |

## Külső hivatkozások
- Hivatalos honlap